# Elizabeth Weir (femme politique)
Pour les articles homonymes, voir Elizabeth Weir et Weir.
Elizabeth Jane Weir, B.A., LL.B. (née le 20 février 1948 à Belfast, est une femme politique canadienne, qui a été députée et chef du Nouveau Parti démocratique du Nouveau-Brunswick entre 1991 et 2005.

## Biographie
Née à Belfast, Irlande du Nord, Weir a reçu une formation de sociologue (Université de Waterloo) avant de compléter des études de droit (Université Western Ontario). Elle a enseigné les relations industrielles et le droit du travail à l’Université du Nouveau-Brunswick, à Fredericton.
Élue chef du Nouveau Parti démocratique du Nouveau-Brunswick en 1988, elle devient la principale voix de l'opposition au gouvernement libéral de Frank McKenna, dont le parti occupe alors les 58 sièges de l'Assemblée législative.
Elle est élue députée de la ville de Saint-Jean lors de l'élection provinciale du 23 septembre 1991. Elle est réélue lors des élections de 1995, 1999 et 2003. Elle a été la seule députée néo-démocrate à l'Assemblée législative du Nouveau-Brunswick pendant 14 ans.
Elle annonce son départ de la vie politique le 8 octobre 2004, tout en acceptant de conserver la direction du parti jusqu'à nomination d'un successeur. Elle quitte ce poste en septembre 2005, après l'élection d'Allison Brewer à ce poste. 
Le 13 octobre 2005, elle démissionne de son poste de députée pour devenir présidente et chef de la direction de l'Agence d'efficacité et de conservation énergétiques du Nouveau-Brunswick, une société de la Couronne qui a pour mandat d'aider les citoyens à réduire leurs factures d'énergie et à offrir des incitatifs aux entreprises pour qu'ils mettent en œuvre des mesures d'efficacité énergétique. 